# Lijst van voetbalinterlands Noorwegen - Tsjechië
Deze lijst van voetbalinterlands is een overzicht van alle officiële voetbalwedstrijden tussen de nationale teams van Noorwegen en Tsjechië. De landen speelden tot op heden negen keer tegen elkaar. De eerste ontmoeting, een kwalificatiewedstrijd voor het Europees kampioenschap voetbal 1996, werd gespeeld in Oslo op 16 augustus 1995. Het laatste duel, een vriendschappelijke wedstrijd, vond plaats op 22 maart 2024 in de Noorse hoofdstad.

## Wedstrijden
| № | Plaats | Datum            | Competitie           | Wedstrijd            | Uitslag |
| - | ------ | ---------------- | -------------------- | -------------------- | ------- |
| 1 | Oslo   | 16 augustus 1995 | EK 1996 kwalificatie | Noorwegen – Tsjechië | 1 – 1   |
| 2 | Praag  | 6 september 1995 | EK 1996 kwalificatie | Tsjechië – Noorwegen | 2 – 0   |
| 3 | Oslo   | 12 november 2005 | WK 2006 kwalificatie | Noorwegen – Tsjechië | 0 – 1   |
| 4 | Praag  | 16 november 2005 | WK 2006 kwalificatie | Tsjechië – Noorwegen | 1 – 0   |
| 5 | Oslo   | 10 augustus 2011 | Vriendschappelijk    | Noorwegen – Tsjechië | 3 – 0   |
| 6 | Praag  | 5 maart 2014     | Vriendschappelijk    | Tsjechië – Noorwegen | 2 – 2   |
| 7 | Praag  | 11 november 2016 | WK 2018 kwalificatie | Tsjechië – Noorwegen | 2 – 1   |
| 8 | Oslo   | 10 juni 2017     | WK 2018 kwalificatie | Noorwegen – Tsjechië | 1 – 1   |
| 9 | Oslo   | 22 maart 2024    | Vriendschappelijk    | Noorwegen − Tsjechië | 1 − 2   |

## Samenvatting
| Competitie        | Totaal gespeeld | Winst Noorwegen | Gelijk | Winst Tsjechië | Doelsaldo Noorwegen – Tsjechië |
| ----------------- | --------------- | --------------- | ------ | -------------- | ------------------------------ |
| WK-kwalificatie   | 4               | 0               | 1      | 3              | 2 − 5                          |
| EK-kwalificatie   | 2               | 0               | 1      | 1              | 1 − 3                          |
| Vriendschappelijk | 3               | 1               | 1      | 1              | 6 − 4                          |
| Totaal            | 9               | 1               | 3      | 5              | 9 − 12                         |

## Details

### Eerste ontmoeting
| EK 1996 kwalificatie (Oslo, Noorwegen, 16 augustus 1995): |              | |
| Noorwegen | 1 – 1        | Tsjechië |
| Henning Berg 27' | goals        | 85' Jan Suchopárek |
| Egil Olsen | bondscoach   | Dušan Uhrin |
| Erik Thorstvedt Karl-Petter Løken Henning Berg Ronny Johnsen Alf-Inge Håland Jostein Flo Lars Bohinen Ståle Solbakken Øyvind Leonhardsen Jahn Ivar Jakobsen 69' Jan Åge Fjørtoft 80' | opstellingen | Petr Kouba Tomáš Repka Jan Suchopárek Miroslav Kadlec Pavel Hapal 46' Patrik Berger Jiří Němec Martin Frýdek 78' Radoslav Látal 78' Radek Drulák Pavel Kuka |
| Geirmund Brendesæther 69' Harald Martin Brattbakk 80' | wissels      | 46' Pavel Nedvěd 78' Petr Samec 78' Karel Poborský |
| | gele kaarten | 3' Pavel Hapal 21' Jiří Němec 71' Jan Suchopárek |

### Tweede ontmoeting
| EK 1996 kwalificatie (Oslo, Noorwegen, 16 augustus 1995): |              | |
| Tsjechië | 2 – 0        | Noorwegen |
| Tomáš Skuhravý 6' (pen.) Radek Drulák 87' | goals        | |
| Dušan Uhrin | bondscoach   | Egil Olsen |
| Petr Kouba Jan Suchopárek Miroslav Kadlec Tomáš Repka Radoslav Látal Václav Nemecek Martin Frýdek 71' Pavel Nedvěd Jiří Němec Tomáš Skuhravý 81' Pavel Kuka 19' | opstellingen | Erik Thorstvedt Karl-Petter Løken Erland Johnsen Ronny Johnsen Henning Berg Jostein Flo 74' Lars Bohinen Ståle Solbakken Øyvind Leonhardsen Jahn Ivar Jakobsen 70' Jan Åge Fjørtoft |
| Radek Drulák 19' Karel Poborský 71' Vratislav Lokvenc 81' | wissels      | 70' Harald Martin Brattbakk 74' Kjetil Rekdal |
| Radoslav Látal 32' | gele kaarten | 3' Karl-Petter Løken 31' Ståle Solbakken 55' Jahn Ivar Jakobsen 71' Jostein Flo |

### Vijfde ontmoeting
| Vriendschappelijk (Oslo, Noorwegen , 10 augustus 2011): |              | |
| Noorwegen | 3 – 0        | Tsjechië |
| Mohammed Abdellaoue 23' John Arne Riise 72' Mohammed Abdellaoue 89' (pen.) | goals        | |
| Egil Olsen | bondscoach   | Michal Bílek |
| Rune Jarstein Tom Høgli 46' Vadim Demidov Kjetil Wæhler 80' John Arne Riise Erik Huseklepp 88' Alexander Tettey Henning Hauger 66' Christian Grindheim 46' Morten Gamst Pedersen 68' Mohammed Abdellaoue | opstellingen | Petr Čech Michal Kadlec Jan Rajnoch Tomáš Sivok 67' Tomáš Rosický Zdeněk Pospěch Jaroslav Plašil 77' Tomáš Pekhart 81' Milan Baroš Tomáš Hübschman 46' Marcel Gecov |
| Espen Ruud 46' Simen Brenne 46' Ruben Yttergård Jenssen 66' Jonathan Parr 68' Kim André Madsen 80' Tarik Elyounoussi 88'                                                                                 | wissels      | 46' Milan Petržela 67' Kamil Vacek 77' David Lafata 81' Jan Rezek                                                                                                   |
| Alexander Tettey 82' | gele kaarten | 61' Tomáš Hübschman 89' Petr Čech 90' Tomáš Sivok |
| - Debuut van Kim André Madsen (Strømsgodset IF) voor Noorwegen. - Debuut van Marcel Gecov (Fulham) voor Tsjechië.                                                                                        |              | |

### Zesde ontmoeting
| Vriendschappelijk (Praag, Tsjechië, 5 maart 2014): |              | |
| Tsjechië | 2 – 2        | Noorwegen |
| Tomáš Rosický 11' Matěj Vydra 39' | goals        | 21' Tarik Elyounoussi 88' Morten Gamst Pedersen |
| Pavel Vrba | bondscoach   | Per-Mathias Høgmo |
| Petr Čech František Rajtoral 46' Marek Suchý Ondřej Mazuch 46' David Limberský 62' Tomáš Rosický 46' Tomáš Hübschman Bořek Dočkal 72' Adam Hloušek 46' Vladimír Darida Matěj Vydra | opstellingen | Ørjan Nyland Brede Hangeland Tom Høgli 46' Vegard Forren 64' Per Ciljan Skjelbred Ruben Yttergård Jenssen Omar Elabdellaoui 73' Mats Møller Dæhli Tarik Elyounoussi 62' Mohammed Abdellaoue 46' Stefan Johansen |
| Theodor Gebre Selassie 46' David Lafata 46' Daniel Kolář 46' Michal Kadlec 46' Daniel Pudil 62' Josef Hušbauer 72'                                                                 | wissels      | 46' Håvard Nordtveit 46' Alexander Tettey 62' Håvard Nielsen 64' Morten Gamst Pedersen 73' Daniel Braaten |

### Zevende ontmoeting
| WK 2018 kwalificatie (Praag, Tsjechië, 11 november 2016): |              | |
| Tsjechië | 2 – 1        | Noorwegen |
| Michael Krmenčík 11' Jaromír Zmrhal 47' | goals        | 86' Joshua King |
| Karel Jarolím | bondscoach   | Per-Mathias Høgmo |
| Tomáš Vaclík Tomáš Sivok Filip Novák Jakub Brabec Pavel Kadeřábek Bořek Dočkal Tomáš Hořava Lukáš Droppa 81' Jaromír Zmrhal Ladislav Krejčí 86' Michael Krmenčík 81'           | opstellingen | Rune Jarstein Omar Elabdellaoui Even Hovland Vegard Forren Haitam Aleesami 51' Per Ciljan Skjelbred Alexander Tettey Stefan Johansen 61' Markus Henriksen Joshua King 71' Jo Inge Berget                                          |
| Patrik Schick 81' David Pavelka 81' Jiří Skalák 86' Tomáš Koubek Jiří Pavlenka Theodor Gebre Selassie Tomáš Kalas Antonín Barák Daniel Pudil Jan Kopic Marek Suchý Milan Škoda | wissels      | 51' Mats Møller Dæhli 61' Adama Diomande 71' Tarik Elyounoussi Ørjan Håskjold Nyland Sten Grytebust Stefan Strandberg Håvard Nordtveit Alexander Søderlund Jonas Svensson Martin Linnes Pål André Helland Ruben Yttergård Jenssen |
| Bořek Dočkal 77' | gele kaarten | 24' Haitam Aleesami |
| - Debuut van Michael Krmenčík (Viktoria Plzeň) voor Tsjechië. - Laatste duel van Noorwegen onder leiding van bondscoach Per-Mathias Høgmo.                                     |              | |